# Милорадович Дмитро Миколайович
Дмитро Миколайович Милорадович (1869 — після 1917) — український дворянин, офіцер Російського імператорського флоту. Депутат Державної думи Російської імперії II скликання від Полтавської губернії.

## Життєпис
Народився 1869 року в українській дворянській родині Милорадовичів. Був правнуком таврійського губернатора Григорія Милорадовича.
Навчався в Морському кадетському корпусі. Після завершення навчання служив на кількох кораблях Російського імператорського флоту у званні офіцера. Здійснив навколосвітню подорож на кліпері «Джигіт». 1892 року Милорадович супроводжував великого князя Миколу Олександровича (майбутнього імператора Миколу II) у його подорожі.
1893 року в чині мічмана пішов у відставку із флоту. Відтоді до 1901 року служив земським начальником Кременчуцького повіту. Після цього протягом кількох років був головою Кременчуцької повітової земської управи. У 1903 році засідав у складі спеціальної комісії управи стосовно вибору проєкту для спорудження будинку Полтавського губернського земства. За ініціативою Дмитра Милорадовича було створено Товариство сільських господарів Полтавської губернії та місцеве товариство заохочення конярства. Володів земельними наділами загальним розміром 1750 десятин.
6 лютого 1907 року обраний депутатом Державної думи Російської імперії II скликання від Полтавської губернії. Входив до фракції октябристів та Групи правих і поміркованих. Працював у таких комісіях думи як продовольчій, із запитів та аграрній.
Після розпуску думи II скликання повернувся на Полтавщину, де очолив кременчуцький відділ Всеросійського національного союзу. Доля після 1917 року невідома.

## Родина
1898 року одружився з Марією Михайлівною Сухотіною. У шлюбі народилося двоє синів:
- Микола (нар. 1899, Кременчук);
- Кирило (1900–1959) — закінчив Петровський Полтавський кадетський корпус, воював у ЗСПР та Російській армії Врангеля, емігрував до Франції[5][6].